# Dominique Plancke

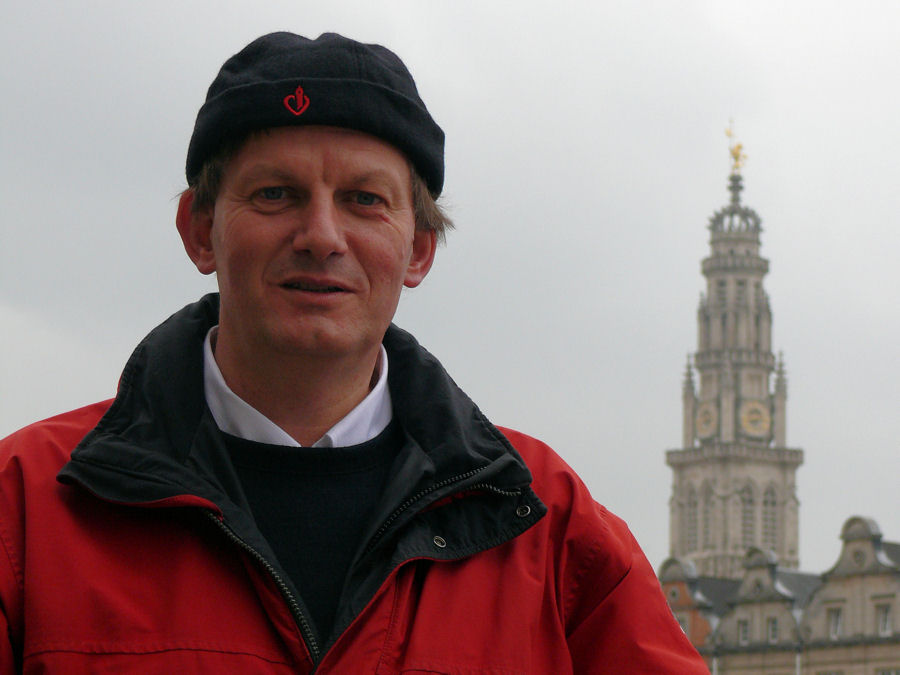
Dominique Plancke (2007)

Dominique Plancke (* 1957 in Lille) ist ein französischer Politiker.
Plancke war von 1983 bis 1989 Leiter des Maison de la Nature et de l’Environnement von Lille. In dieser Zeit war er 1984 Gründungsmitglied der Grünen (Les Verts) in Frankreich. Von 1989 bis 1993 war Plancke stellvertretender Bürgermeister von Lille. Danach war er bis 1995 Parteisekretär der Grünen auf nationaler Ebene. Von 1997 bis 2001 war er geschäftsführender Direktor der Partei.
Seit März 1998 ist er Mitglied im Regionalrat der Region Nord-Pas-de-Calais und Mitglied der Verkehrskommission. Seit März 2001 ist er zusätzlich Mitglied im Gemeinderat von Lille, verantwortlich für Kulturerbe. Den dortigen Fraktionsvorsitz der Grünen übernahm er im Juni 2004.
Weiterhin ist er seit November 2004 Mitglied der Nationalen Kommission für Öffentliche Debatten.
| Personendaten    | Personendaten           |
| ---------------- | ----------------------- |
| NAME             | Plancke, Dominique      |
| KURZBESCHREIBUNG | französischer Politiker |
| GEBURTSDATUM     | 1957                    |
| GEBURTSORT       | Lille                   |